# Sob Controle
| Críticas profissionais | Críticas profissionais |
| Avaliações da crítica  | Avaliações da crítica  |
| Fonte                  | Avaliação              |
| ---------------------- | ---------------------- |
| Rolling Stone          | 4.5                    |

Sob controle é um álbum lançado em 2013 pela banda de punk rock brasileira Inocentes. O disco é uma coletânea que teve o nome elaborado a partir dos protestos ocorridos no Brasil em 2013, conta com oito músicas novas (gravadas em estúdio), sendo duas inéditas além de seis versões de alguns clássicos da banda (gravadas ao vivo em um pocket show em outubro de 2013).
O vocalista Clemente afirmou que regravaram algumas músicas com o estilo que a banda desenvolveu durante sua longa carreira. O disco conta com uma nova versão de Estrutura de Bronze. A regravação foi uma homenagem ao amigo Douglas Viscaino do Restos de Nada, que havia falecido naquele mesmo ano. A música havia sido criada por Clemente e Douglas no final dos anos 70.
A formação da banda que gravou o disco já está junta há mais de 20 anos e conta com Clemente (guitarra e vocal), Anselmo Monstro (baixo), Nonô (bateria) e Ronaldo Passos (guitarra). Clemente é o único integrante original e Ronaldo o mais antigo dentre os outros, entrou para a banda entre 1983 e 1984.

## Faixas
1. Eu Fico Puto - 02:34 (inédita)
2. Sob Controle - 05:08 (inédita)
3. As Verdades Doem - 03:29
4. Velocidade Indefinida - 02:29
5. Estrutura de Bronze - 01:55
6. Rota de Colisão - 02:42
7. Violência e Paixão - 03:24
8. A Face de Deus - 03:33
9. Rotina - 03:09 (ao vivo)
10. A Cidade Não Para - 02:47 (ao vivo)
11. Nada de Novo no Front - 02:45 (ao vivo)
12. Intolerância - 03:28 (ao vivo)
13. Cala a Boca - 02:22 (ao vivo)
14. Patria Amada (ao vivo)